# KBSテレビ小説
KBSテレビ小説（韓国語:한국방송공사 TV 소설）は、平日09:00（KST）にKBS 2TVで放送され、KBSドラマ制作グループによって制作されたテレビドラマシリーズ。2009年まではKBS 1TVで放送されていた。
制作費の問題により、制作と放送は一時的に停止されたが、テレビ小説シリーズは再編後、2011年11月にKBS 2TVに再び放送が開始された。
2018年8月13日、KBSは、視聴者評価の低下と制作費の増加により、テレビ小説シリーズは22年間の放送後に終了すると発表した。

## 朝ドラとの類似点・時代背景
日本で半年間放送されている連続テレビ小説と類似している。
- 半年間の放送
- 平日の朝に放送される
- 一話の放送時間が短い
- 女性の一代記や夢に向かう姿を描いている

等、日本の連続テレビ小説と類似する部分が多々ある。また、KBSもNHK同様国営放送局であるという共通点が存在する。この事から韓国版朝ドラと表現する者もいる。
作品の殆どが1950年代〜1970年代頃を描いた作品。ヒロインは必ずと言って良いほど出生や家族に問題･不和を抱えており、物語が進む中でも過酷な運命を辿っていく。
基本的には夢を叶える内容で、役者、ファッションデザイナー、漢方医、靴職人といった目標を叶えるべく奮闘していく物語となっている。

## 作品一覧
- あの空に太陽が (2016年のテレビドラマ)

- ウンヒの涙

- 恋するダルスン 〜幸せの靴音〜

- 人生画報

- 私の心は花の雨